# Krzysztof Lekapen
Krzysztof Lekapen (ur. ?, zm. 31 sierpnia 931) – panował jako współcesarz w Cesarstwie Bizantyńskim od 20 maja 920 do 31 sierpnia 931 roku u boku swego ojca Romana I (cesarz 919–944) i braci Konstantyna (cesarz 925–945) i Stefana (cesarz 924-945) (formalnie także cesarza Konstantyna VII (cesarz 913–959)). Razem z nim współwładał też jego syn Roman Lekapen. 